# Relaciones India-Panamá
Relaciones India-Panamá se refiere a las relaciones históricas entre India y Panamá. Panamá es el primer país en Centroamérica donde la India estableció una Embajada residente en 1973. Panamá tiene una Embajada en Nueva Delhi y un Consulado General en Mumbai.

## Historia

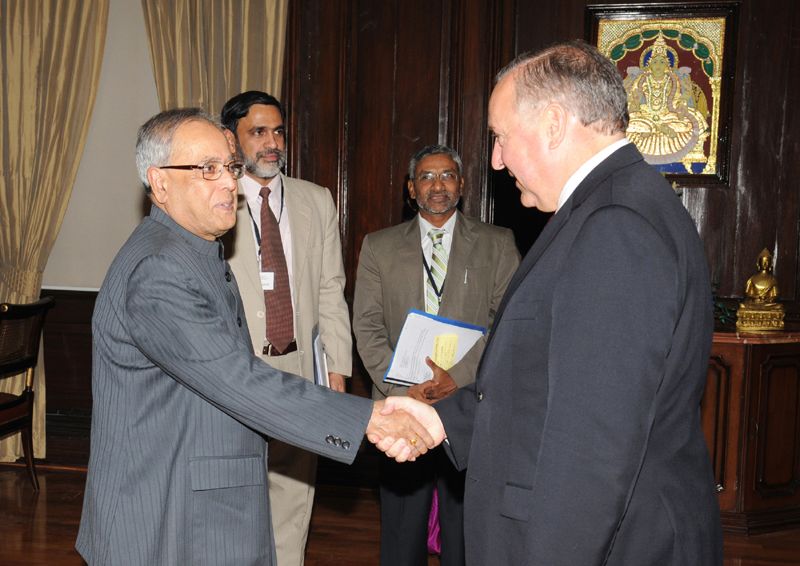
Los Ministros de Finanzas Alberto Vallarino Clement y Pranab Mukherjee se reunieron en Nueva Delhi en 2010.

La conexión entre India y Panamá es la más antigua de la región centroamericana, que se remonta a mediados del siglo XIX, cuando grupos de indios, especialmente sijs, llegaron a Panamá para trabajar en la construcción de los ferrocarriles de Panamá y más tarde del Canal de Panamá a principios del siglo XX.
Hay cerca de 15 000 indios, incluyendo los de origen indio, en Panamá, constituyendo la mayor concentración de indios de ultramar en América Central. La comunidad india, predominantemente del Gujarat (Gujarat), está implicada sobre todo en comercio al por mayor y al por menor.
Un Gurdwara fue construido en 1986 en Ciudad de Panamá bajo la organización sin fines de lucro Sociedad Guru Nanak para servir como un lugar de culto para la Comunidad Sikh en Panamá. El crecimiento de la comunidad india ha florecido con las construcciones del Gurdwara, del Mandir, de las mezquitas y del templo de Bahá'í.

## Visas
Bajo la administración del Presidente Ricardo Martinelli, el Gobierno de Panamá anunció que los ciudadanos indios que posean una visa para EE. UU., cualquier país de la UE, Canadá o Australia, recibirán una visa de turismo para Panamá a su llegada.

## Visitas diplomáticas
En noviembre de 2010, Alberto Vallarino Clemente, ministro panameño de Economía y Finanzas, visitó la India para la reunión del Foro Económico Mundial en Nueva Delhi. Después de la visita, la presidenta del Parlamento de India, Meira Kumar, dirigió una delegación parlamentaria de 20 miembros a Panamá en abril de 2011 para participar en la 124 Asamblea de la Unión Interparlamentaria (UIP).
En 2011 y 2012, los ministros indios del gobierno Sachin Pilot, Vayalar Ravi y E. Ahamed visitaron Panamá. Milind Deora visitó Panamá a principios de 2013 para finalizar un Acuerdo de Cooperación Marítima bilateral entre la India y Panamá. También se discutió la cooperación en IT & E-Governance, ciberseguridad y entrenamiento, y la estación propuesta  TTC de la agencia espacial india (ISRO).

## Relaciones económicas
Con la esperanza de duplicar el comercio con América Latina en los próximos cinco años, la India se propone expandir los vínculos aéreos y marítimos con la región y negociar más acuerdos de libre comercio (TLCs). A la luz de la expansión en curso del Canal de Panamá, Air India tiene planes de hacer de Panamá el primer destino de vuelos directos de la India a América Latina, con servicio directo dos veces a la semana entre Nueva Delhi y Ciudad de Panamá en 2014.
La mayor inversión extranjera extranjera directa de la India en el verano de 2011 fue a Panamá por Gammon India, que bombeó casi $ 2000 millones a su empresa conjunta con sede en Panamá, Campo Puma Orient SA. La Corporación de Envíos de la India (SCI) también ha establecido una empresa conjunta en Panamá con el japonés Mitsui O.S.K. Líneas, Nippon Yusen y K Line para el servicio de transporte de gas natural licuado. Esto hace que SCI sea la única compañía naviera india que entre en el segundo negocio de transporte de GNL.
Los principales artículos de las exportaciones de la India a Panamá incluyen textiles, automóviles y accesorios, hierro y acero, productos de plástico, productos farmacéuticos, productos de tabaco, productos de caucho, artículos de mobiliario y equipos electrónicos. Las importaciones de la India procedentes de Panamá incluyen combustibles minerales, aceites, ceras, barcos, barcos y teca y otros artículos de madera.
En abril de 2013, más de 120 empresas indias líderes en diversos sectores, incluyendo automóviles, textiles, diamantes, electricidad y productos de ingeniería, participaron en la primera exposición "Made in India" en Expocomer, la mayor feria anual en Panamá . En medio de estos crecientes lazos comerciales, la India dio a Panamá una línea de crédito de 10 millones de dólares para establecer un Centro de Biodiversidad y Descubrimiento de Drogas en la Ciudad de Panamá.

## Acuerdos
Se han firmado varios acuerdos relativos a la cooperación cultural y educativa, las consultas en el extranjero, la cooperación mutua entre el Instituto del Servicio Exterior de la India y la Academia Diplomática de Panamá y el Ministerio de Agricultura de la India Ministerio de Desarrollo Agrícola de Panamá.